# Міріам Бласко
Міріам Гуадалупе Бласко Сото (ісп. Míriam Guadalupe Blasco Soto; нар. 12 грудня 1963, Вальядолід, Іспанія) — іспанська дзюдоїстка, олімпійська чемпіонка 1992 року, чемпіонка світу та Європи, бгаторазова призерка чемпіонатів світу та Європи; згодом політик, іспанський сенатор.

## Виступи на Олімпіадах
| Олімпіада      | Дисципліна | Місце |
| -------------- | ---------- | ----- |
| Барселона 1992 | до 56 кг   | 1     |

## Особисте життя
2015 року вона уклала одностатевий шлюб зі своєю суперницею у фіналі Олімпіади 1992, британською дзюдоїсткою Ніколою Фербратер, з якою вони перебували у стосунках 22 роки. Деякі ЛГБТ-ЗМІ критикували її за голосування проти одностатевих шлюбів як сенатора від Народної партії у 2005 році. Вона пояснила своє голосування тим, що вона мала дотримуватися партійної дисципліни.